# IC 1273
IC 1273 — галактика типу *2 (подвійна зірка) у сузір'ї Геркулес.
Цей об'єкт міститься в оригінальній редакції індексного каталогу.